# Operatie Anthropoid
Operatie Anthropoid (Operation Anthropoid, naar het Engelse woord voor mensaap of mensachtige) was een Tsjechisch-Britse actie uit 1942 met als doel het liquideren van de nazileider Reinhard Heydrich.

## Achtergrond

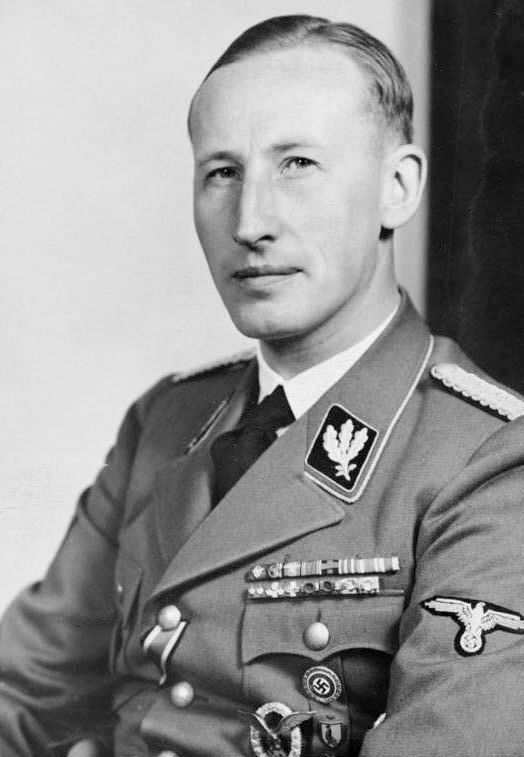
Reinhard Heydrich

Sedert 1939 was Heydrich de chef van het RSHA, een organisatie die de Gestapo, de Sicherheitsdienst (veiligheidsdienst) en de recherche overkoepelde. Hij was diegene die Hitlers tegenstanders liet verwijderen en was later een van de spilfiguren in de planning van de genocide op de Joden. Hij was betrokken bij de meeste van Hitlers samenzweringen en was een waardevolle adviseur van de dictator.
Vanwege zijn macht werd hij door vrijwel alle Wehrmacht-generaals gevreesd. In september 1941 werd hij tot Reichsprotektor van Bohemen en Moravië benoemd, als opvolger van Konstantin von Neurath, die door Hitler ondoeltreffend was bevonden. Gedurende zijn de facto dictatorschap van de regio liet Heydrich zich dikwijls in open wagen rondrijden, als teken van zelfvertrouwen en de efficiëntie van zijn repressieve maatregelen tegen de lokale bevolking. Vanwege zijn wreedheid had Heydrich ook de bijnamen de Slager van Praag, het blonde beest en de beul.

### Strategische context
Tegen het einde van 1941 beheersten Hitlers legers vrijwel geheel continentaal Europa en naderden ze Moskou. De westelijke geallieerden verwachtten de capitulatie van de Sovjet-Unie. De Tsjecho-Slowaakse regering in ballingschap van president Edvard Beneš stond onder grote druk van de Britse inlichtingendiensten vanwege het geringe zichtbare verzet in Tsjechië sinds het begin van de Duitse bezetting in 1939. Het Tsjechische verzet was met geweld vernietigd door Reinhard Heydrich. Ook produceerde Tsjechië veel militair materiaal voor de nazi's. De Tsjecho-Slowaakse regering in ballingschap wilde iets doen dat de bevolking inspiratie en moed zou geven en wilde de wereld tonen dat de Tsjecho-Slowaken bondgenoten waren.
De speciale operaties-cel (SOE) van het Verenigd Koninkrijk trainde het personeel en deed de planning. Als Hitlers gedoodverfde opvolger was Heydrich een van de belangrijkste nazikopstukken. Zijn dood zou een enorm verlies en een gedegen psychologische opdoffer zijn.

## Operatie

### Planning en dropping
Zeven soldaten van het Tsjecho-Slowaakse leger-in-ballingschap, waaronder de latere uitvoerders Jozef Gabčík en Jan Kubiš, werden door de RAF op 28 december 1941 boven Tsjechië gedropt. De beoogde landingsplaats lag nabij Pilsen maar doordat de piloten zich niet goed konden oriënteren, werd de groep bij Praag gedropt. Vandaar reisde de groep alsnog naar Pilsen om contact te leggen met plaatselijke verzetsgroepen, om vervolgens terug te keren naar Praag voor het uitvoeren van de eigenlijke missie.
In Praag konden de leden van de groep op de steun van verscheidene families en verzetsgroepen rekenen bij het maken van plannen voor het ombrengen van Heydrich. Een eerste plan, om Heydrich aan boord van een trein om te brengen, bleek niet haalbaar. Daarna probeerde de groep Heydrich tot stoppen te brengen op een weg in een bos, waar Heydrich zou passeren op weg naar zijn werk. Ze legden een kabel over de weg om hem de weg te versperren en wachtten. Toen Heydrich na verscheidene uren nog steeds niet was langsgekomen, werd de actie afgeblazen. Het derde plan was om hem in Praag te liquideren.

### Uitvoering

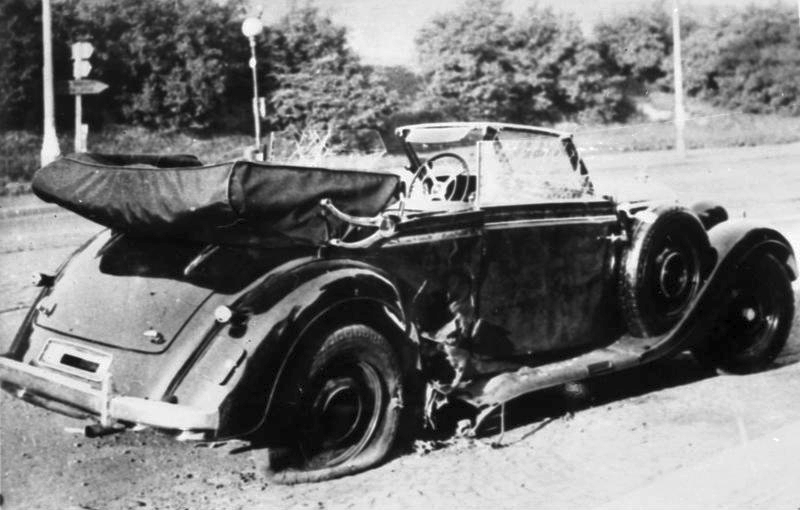
De Mercedes-Benz van Heydrich kort na de aanslag.

Op 27 mei 1942 reed Heydrich, zoals elke dag, van zijn huis in Panenské Břežany naar zijn kantoor in de Praagse burcht. Hij vertrok om 10.00 uur zonder politie-escorte.
Gabčík en Kubiš stonden langs de weg bij een bushalte opgesteld, vlak bij het Bulovka-ziekenhuis in de Praagse wijk Libeň. Josef Valčík stond 100 m ten noorden op de uitkijk. Toen Heydrichs Mercedes-Benz cabriolet naderbij kwam, sprong Gabčík voor de auto en probeerde te schieten. Zijn stengun blokkeerde echter. Heydrichs chauffeur, SS-Oberscharführer Klein, stopte de auto en schoot op Gabčík, maar miste. Kubiš wierp een aangepaste antitankgranaat tegen het voertuig, vlak bij het rechter achterwiel. De granaat ontplofte en de scherven gingen dwars door de carrosserie en de bekleding en verwondden uiteindelijk Heydrich. Heydrich probeerde nog te schieten, maar zakte in elkaar. Klein rende in zijn eentje Gabčík achterna, maar werd bij deze achtervolging in zijn been geraakt door revolverschoten die Gabčík afvuurde.
Heinrich Himmler, Heydrichs directe meerdere, zag persoonlijk toe op de verzorging van zijn ondergeschikte. Tsjechische artsen, noch artsen van de Wehrmacht werd toegestaan Heydrich te opereren. In plaats daarvan stuurde Himmler zijn lijfarts. Op 4 juni overleed Heydrich echter, volgens een onvolledig uitgevoerde autopsie aan een bloedvergiftiging, waarschijnlijk veroorzaakt door het paardenhaar in de bekleding van zijn wagen dat met scherven van de granaat zijn lichaam zou zijn binnengedrongen.
In het licht van de geruchten dat Heydrich de enige man was waarop Himmler jaloers was en een van de weinigen die hij vreesde, wordt gespeculeerd over de werkelijke intenties van Himmlers lijfarts. Volgens een andere speculatie zou de granaat door Britse bio-wapens experts zijn behandeld met botuline, een neurotoxine. Bestudering van het autopsierapport door patholoog Ivo Šteiner wees uit dat de bloedvergiftiging niet door een paardenhaar veroorzaakt is en dat de doodsoorzaak onzeker is.

## Gevolgen

### Wraakacties
Hitler beval de SS en de Gestapo "in bloed door Bohemen te waden" om de moordenaars te vinden. Aanvankelijk wilde Hitler op grote schaal willekeurige Tsjechen laten vermoorden, maar vervolgens besloot hij de moordpartij te beperken tot enkele duizenden personen. Het Tsjechische verzet moest volledig worden uitgeroeid. Tsjechië was van groot belang voor de Duitse militaire oorlogsmachine en door moordacties op grote schaal zou een gebrek aan arbeidskrachten kunnen ontstaan. De bekendste wraakacties zijn de complete vernietiging van de dorpen Lidice en Ležáky. Ook werden meer dan 13.000 mensen gearresteerd.
De Britse premier Winston Churchill was zo woedend om de vernietiging van Lidice en Ležáky dat hij voorstelde om voor elk Tsjechisch dorp dat door de nazi's vernietigd was drie Duitse dorpen plat te bombarderen. Uiteindelijk stopten de geallieerden met het plannen van moordmissies uit angst voor soortgelijke wraakacties. Twee jaar later was er nog wel een mislukte missie, Operatie Foxley, om Hitler zelf te vermoorden. Operatie Anthropoid bleef de enige geslaagde aanslag op een nazikopstuk.

### Opsporing van de moordenaars
De daders doken aanvankelijk onder bij twee Praagse families en vluchtten later naar de Sint-Cyrillus-en-Methodiuskerk. De Gestapo kon hen niet vinden, totdat Karel Čurda (van de verzetsgroep "buiten afstand" met als doel sabotage) de lokale contactpersonen en onderduikadressen verraadde voor een premie van 1 miljoen Reichsmark. Zo ook het onderduikadres van de familie Moravec. Marie Moravec pleegde zelfmoord en vader Alois en zoon Vlastimil (Aka) werden meegevoerd voor ondervraging. Na het zien van het onthoofde hoofd van zijn moeder vertelde hij het onderduikadres in de kerk om de rest van zijn familie te redden. Op 24 oktober werden hij, zijn vader, zijn verloofde, haar moeder en haar broer geëxecuteerd. De meeste andere contactpersonen pleegden zelfmoord toen ze de Gestapo zagen komen.
Na de straat te hebben afgezet vielen de Duitsers op 18 juni binnen in de Kerk; Adolf Opálka, Josef Bublík en Jan Kubiš stonden op de uitkijk en startten een twee uur durend vuurgevecht waarbij Opálka en Bublík sneuvelden. Kubiš was buiten bewustzijn door zware verwondingen en overleed later in het ziekenhuis. De rest van de groep, bestaande uit Jozef Gabčík, Josef Valčík, Jaroslav Svarcen Jan Hruby, pleegde zelfmoord, nadat de Duitsers traangas in de crypte gooiden en probeerden om die onder water te zetten. Karel Čurda werd in 1947, na een mislukte zelfmoordpoging, geëxecuteerd wegens hoogverraad.
Metropoliet Goradz nam verantwoordelijkheid voor de acties in de kerk. In een poging represailles tegen zijn gelovigen tegen te gaan, schreef hij brieven aan de Nazi-autoriteiten. Deze arresteerden hem op 27 juni 1942 en martelden hem. Op 4 september 1942 werden metropoliet Goradz, de twee priesters van de kerk Václav Čikl en Vladimír Petřek, de koster en vooraanstaande leken in een buitenwijk van Praag door een vuurpeloton geëxecuteerd. 256 orthodoxe priesters en gelovigen werden eveneens geëxecuteerd of naar werkkampen in het Derde Rijk gestuurd. De orthodoxe kerken in Moravië en Bohemen werden gesloten en de kerk werd verboden te opereren. Metropoliet Serafim weigerde om een verklaring af te geven die Bishop Gorazd veroordeelde. Pas aan het einde van de oorlog kon de orthodoxe kerk in Tsjecho-Slowakije weer functioneren. Metropoliet Gorazd wordt als martelaar in de Orthodoxe Kerk vereerd.

### Politieke gevolgen
Het succes van de operatie deed de Britten en de Fransen afzien van het Verdrag van München. Ze kwamen overeen dat na de oorlog Sudetenland weer een deel van Tsjecho-Slowakije zou worden. De Duitse bevolking zou worden uitgezet.
Aangezien Heydrich een van de belangrijkste nazikopstukken was werden er twee grote begrafenisplechtigheden gehouden. De eerste was in Praag, de weg naar het kasteel afgelijnd met duizenden SS'ers met toortsen. De tweede, in Berlijn, werd bijgewoond door alle nazileiders, inbegrepen Hitler zelf. Aan Heydrich werden door de Führer postuum twee decoraties toegekend: een van de Duitse Orde (nazi-Duitsland) en een van de Bloedorde.

## Films, muziek, literatuur
De operatie was de basis voor de films Hangman also die (Beulen sterven ook) in 1943, Attentat in 1964, Operation Daybreak in 1975 en Anthropoid in 2016. De liquidatie inspireerde ook de rockgroep British Sea Power tot het nummer A Lovely Day Tomorrow. Dit was oorspronkelijk een B-kant maar werd opnieuw opgenomen. De Tsjechische versie van het nummer werd gezongen door Kateřina Winteřová van de Tsjechische groep The Ecstasy of St. Theresa. Ter gelegenheid van de Tsjechische toetreding tot de Europese Unie werd een beperkte oplage uitgebracht. Het aantal van 1942 exemplaren verwijst naar het jaar van de aanslag.
De Fransman Laurent Binet bracht in 2011 een roman op zijn naam over het leven en de ondergang van Heydrich. Het boek werd meteen een bestseller: HhhH: Himmlers hersens heten Heydrich (Meulenhoff, Amsterdam). De personages die in het boek voorkomen hebben bestaan of bestaan nog steeds. Binet heeft een boek geschreven waarin hij zich aan de feiten houdt, maar zich ook toestaat te balanceren op het scherp van fictie en werkelijkheid. In het voorjaar van 2017 zond de VPRO een zevendelige televisieserie uit die op Binets boek gebaseerd is.